# Fusión de horizontes
La fusión de horizontes es un término acuñado por Hans-Georg Gadamer para la hermenéutica, que se refiere al choque de perspectivas culturales que se da en el momento que un individuo se acerca a cualquier clase de conocimiento. Dicho individuo tiene un bagaje cultural, social, económico e histórico proveniente de su posición en el mundo, el cual afectará su manera de aprehender el conocimiento.
Aplicado a los estudios literarios, con la teoría de la recepción, Hans Robert Jauss propone que cualquier lector se acerca a un texto con sus propias ideas sobre lo que espera encontrar en este; dichas ideas dependerán del marco social y cultural en que se encuentre el lector, y se denomina horizonte de expectativas. Jauss también distingue el horizonte de experiencias del lector, que es el conjunto de experiencias vividas por éste, y del cual dependerá el grado de identificación que pueda lograr con el texto.
De esta forma, el interés o la aprobación de un lector hacia un texto depende de qué tan cercanos son sus horizontes individuales con lo propuesto por el texto; cuanto más se asemejen, mejor será la comprensión y la identificación con el texto; cuanto más se alejen, más probabilidades habrá de que el lector rechace el texto, por plantear ideas demasiado diferentes a las suyas, o por hablar de temas completamente desconocidos para él.